# Football Club Rieti 2019-2020
Questa voce raccoglie le informazioni riguardanti il Football Club Rieti nelle competizioni ufficiali della stagione 2019-2020.

## Stagione

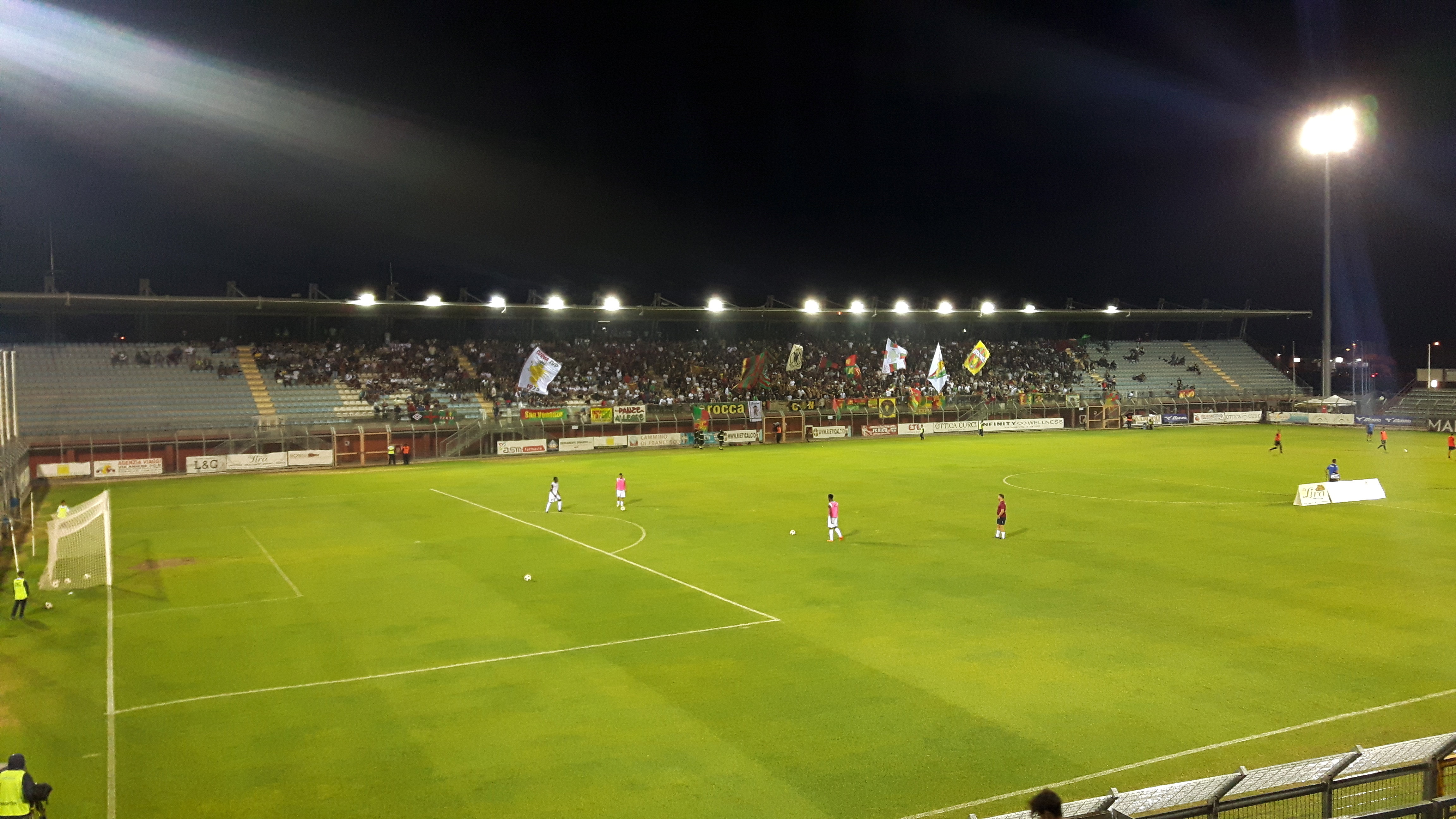
Il "derby" con la Ternana giocato in notturna il 24 agosto, l'incontro casalingo con la maggiore partecipazione di pubblico della stagione

Dopo la salvezza ottenuta nella precedente stagione di serie C (nella quale il proprietario e presidente Curci aveva ceduto la maggioranza della squadra al greco Manthos Poulinakis salvo poi pentirsene e riacquistarla), tra maggio e giugno del 2019 Curci ha tentato nuovamente la vendita o il subentro di un socio. Tuttavia, nonostante in un primo momento si fossero detti interessati Massimo Nicastro e Roberto Felleca (presidente e proprietario del Como), a breve distanza dalla scadenza per l'iscrizione al campionato nessuna delle offerte era stata confermata o ritenuta valida. Pertanto Curci ha deciso di iscrivere il club al campionato di tasca propria e di affrontare il campionato seguendo una linea di contenimento del budget.
La squadra non ha svolto un vero e proprio ritiro pre-campionato, e ha iniziato la preparazione nello stadio Scopigno di Rieti dal 16 luglio.

## Divise e sponsor
Lo sponsor tecnico per la stagione 2019-2020 è Mizuno, mentre lo sponsor ufficiale è Ottica Curci (nel retro sotto la numerazione).

## Organigramma societario
Area direttiva
- Riccardo Curci - Presidente[9]
- Pierluigi Di Santo - Direttore Generale[10]

Area organizzativa
- Dino Pezzotti - Team manager[9]
- Leonardo Valente - Ufficio Stampa[9]
- Alessandro Mezzetti - Responsabile SLO[9]
- Paolo Grifoni, Paolo Rotilio, Gabriele Di Leginio - Segreteria[9]

Area tecnica
- Malù Mpasinkatu - Direttore sportivo[9][11]
- Alberto Mariani - Allenatore[10]
- Danilo Giovannelli - Allenatore in seconda[12]
- Lorenzo Fabiani - Match analyst[13]
- Luigi Garofalo - Preparatore atletico[10]
- Emanuele Maggiani - Preparatore dei portieri[10]

## Rosa
| N. |                         | Ruolo | Calciatore              |
| -- | ----------------------- | ----- | ----------------------- |
| 1  | Italia (bandiera)       | P     | Stefano Addario         |
| 2  | Senegal (bandiera)      | D     | Maoudo Diallo Ba        |
| 3  | Italia (bandiera)       | D     | Andrea Zanchi           |
| 4  | Italia (bandiera)       | D     | Antonio Aquilanti       |
| 5  | Italia (bandiera)       | D     | Nicolò Gigli (capitano) |
| 6  | Italia (bandiera)       | C     | Giuseppe Palma          |
| 7  | Italia (bandiera)       | C     | Alessandro Marchi       |
| 8  | Italia (bandiera)       | C     | Enrico Zampa            |
| 9  | Italia (bandiera)       | A     | Andrea De Paoli         |
| 10 | Italia (bandiera)       | C     | Fabrizio Tirelli        |
| 11 | Burkina Faso (bandiera) | C     | Abdoul Guiebre          |
| 12 | Italia (bandiera)       | P     | Daniele Lazzari         |
| 13 | Italia (bandiera)       | D     | Tiziano Tiraferri       |
| 15 | Camerun (bandiera)      | A     | Steve Leo Beleck        |

| N. |                   | Ruolo | Calciatore             |
| -- | ----------------- | ----- | ---------------------- |
| 16 | Italia (bandiera) | C     | Marco Arcaleni         |
| 17 | Italia (bandiera) | D     | Antonio Granata        |
| 18 | Italia (bandiera) | D     | Mirko Esposito         |
| 21 | Italia (bandiera) | C     | Filippo Sette          |
| 22 | Italia (bandiera) | P     | Fabio Pegorin          |
| 23 | Italia (bandiera) | C     | Andrea Marino          |
| 25 | Italia (bandiera) | D     | Matteo Bellopede       |
| 26 | Italia (bandiera) | A     | Agostino Del Regno     |
| 27 | Italia (bandiera) | D     | Mauro Zitelli          |
| 28 | Italia (bandiera) | C     | Davide Poddie          |
| 29 | Italia (bandiera) | A     | Pasquale De Sarlo      |
| 30 | Italia (bandiera) | A     | Alessio Bartolotta     |
| 32 | Italia (bandiera) | A     | Francesco Marcheggiani |

## Risultati

### Serie C

#### Girone di andata
| Arbitro: | Colombo (Como) |

|           |           |                               |
| Gondo 29’ | Marcatori | Marilungo 11’, 65’ Russo 19’ì |

| Arbitro: | Marotta (Sapri) |

|                         |           |              |
| Kosovan 49’ Bertolo 74’ | Marcatori | De Paoli 77’ |

| Arbitro: | Perenzoni |

|                         |           |                                    |
| Marcheggiani 34’ (rig.) | Marcatori | Ferrari 79’ Antenucci 90+5’ (rig.) |

| Arbitro: | Collu |

|                                                            |           |                  |
| Castaldo 6’, 24’ (rig.), 40’ Starita 12’, 29’ D'Angelo 37’ | Marcatori | 33’ Marcheggiani |

| Arbitro: | Marini |

|                  |           |              |
| Marcheggiani 41’ | Marcatori | Vuletich 69’ |

| Arbitro: | Pascarella |

|                      |           |  |
| Bianchimano 19’, 56’ | Marcatori |  |

| Arbitro: | Zucchetti |

|            |           |                     |
| Guibre 86’ | Marcatori | 20’ Diop 70’ Mattia |

| Arbitro: | Sala |

|            |           |                  |
| Cainci 49’ | Marcatori | 86’ Marcheggiani |

| Arbitro: | Galipò |

|  |           |               |
|  | Marcatori | 60’ Jefferson |

| Arbitro: | Frascaro (Sapri) |

|                    |           |                         |
| Lescano 64’ (rig.) | Marcatori | 84’, 90+1’ Marcheggiani |

| Arbitro: | Bitonti |

|                                               |           |                       |
| Beleck 18’ Marcheggiani 19’, 44’ De Paoli 48’ | Marcatori | 34’ Volpe 86’ Palermo |

| Arbitro: | Delrio |

|  |           |                            |
|  | Marcatori | De Paoli 17’ Aquilanti 51’ |

| Arbitro: | Monaldi |

|            |           |           |
| Beleck 11’ | Marcatori | 5’ Marino |

| Arbitro: | Fontani |

|                                                           |           |             |
| Bubas 16’ Emmausso 63’, 78’ Bernadotto 80’ Prezioso 90+2’ | Marcatori | 65’ Granata |

| Rieti 17 novembre 2019, ore 20:30 CEST 15ª giornata | Rieti | 0 – 3 (a tavolino) referto | Reggina | Stadio Centro d'Italia-Manlio Scopigno |

| Arbitro: | Fiero |

|                                   |           |            |
| Micovschi 3’, 14’ Charpentier 18’ | Marcatori | 26’ Zanchi |

| Arbitro: | Acanfora |

|              |           |                                                |
| De Sarlo 75’ | Marcatori | 15’, 49’ Di Molfetta 69’ Di Piazza 83’ Catania |

| Arbitro: | Scarpa |

|                         |           |                                |
| Esposito 24’ Marino 62’ | Marcatori | 44’ (rig.) Letizia 88’ Montero |

| Arbitro: | Nicolini |

|                   |           |  |
| Vitofrancesco 81’ | Marcatori |  |

#### Girone di ritorno
| Arbitro: | Virgilio |

|                                            |           |  |
| Vantaggiato 25’ Partipilo 58’ Damian 90+2’ | Marcatori |  |

| Arbitro: | -Emmanuele |

|  |           |                       |
|  | Marcatori | 86’ (rig.) Sataniello |

| Arbitro: | Maggio (Lodi) |

|                                                               |           |                                 |
| Antenucci 17’ (rig.) Simeri 55’, 79’ Neglia 90+3’ Maita 90+5’ | Marcatori | 68’ Del Regno 85’ (aut.) Bianco |

| Arbitro: | Galipò |

|           |           |  |
| Russo 60’ | Marcatori |  |

| Arbitro: | Maggio (Lodi) |

|            |           |             |
| Coccia 41’ | Marcatori | 8’ De Sarlo |

| Arbitro: | Tremolada |

|             |           |                                           |
| Persano 70’ | Marcatori | 18’ Tulli 24’, 53’ Di Piazza 83’ Giannone |

| Arbitro: | Catanoso |

|                               |           |             |
| Diop 1’, 37’ (rig.) Gaeta 48’ | Marcatori | 43’ Persano |

| Arbitro: | Pirrotta |

|  |           |                            |
|  | Marcatori | 75’ Birlingea 89’ Magnaghi |

| Arbitro: | Scatena |

|             |           |  |
| Fella 90+2’ | Marcatori |  |

| Arbitro: | Monaldi |

|             |           |                  |
| Tirelli 51’ | Marcatori | 33’, 72’ Lescano |

| Arbitro: | Gaerofalo |

|  |           |              |
|  | Marcatori | 64’ Di Paol1 |

| Rieti 15 marzo 2019, ore 15:00 CEST 12ª giornata | Rieti | – | Cavese | Stadio Centro d'Italia-Manlio Scopigno |

| Francavilla Fontana 22 marzo 2019, ore 15:00 CEST 13ª giornata | Virtus Francavilla | – | Rieti | Stadio Giovanni Paolo II |

### Coppa Italia Serie C

#### Fase a gironi
| Arbitro: | Cavaliere (Paola) |

|                                       |           |                                |
| Proietti 13’ Ferrante 49’ Paghera 87’ | Marcatori | 69’ Parigi 73’ (rig.) Ogunseye |

| Arbitro: | Scatena (Avezzano) |

|                                            |           |             |
| Ogunseye 31’ 60’ 67’ (rig.) Doratiotto 74’ | Marcatori | 43’ Tirelli |

| Arbitro: | Fiero (Pistoia) |

|                  |           |                                        |
| Marcheggiani 66’ | Marcatori | 35’ Proietti 51’ Salzano 87’ Partipilo |

## Statistiche

### Andamento in campionato
| Giornata  | 1  | 2  | 3 | 4 | 5 | 6 | 7 | 8 | 9 | 10 | 11 | 12 | 13 | 14 | 15 | 16 | 17 | 18 | 19 | 20 | 21 | 22 | 23 | 24 | 25 | 26 | 27 | 28 | 29 | 30 | 31 | 32 | 33 | 34 | 35 | 36 | 37 | 38 |
| --------- | -- | -- | - | - | - | - | - | - | - | -- | -- | -- | -- | -- | -- | -- | -- | -- | -- | -- | -- | -- | -- | -- | -- | -- | -- | -- | -- | -- | -- | -- | -- | -- | -- | -- | -- | -- |
| Luogo     | C  | T  |   |   |   |   |   |   |   |    |    |    |    |    |    |    |    |    |    |    |    |    |    |    |    |    |    |    |    |    |    |    |    |    |    |    |    |    |
| Risultato | P  | P  |   |   |   |   |   |   |   |    |    |    |    |    |    |    |    |    |    |    |    |    |    |    |    |    |    |    |    |    |    |    |    |    |    |    |    |    |
| Posizione | 18 | 19 |   |   |   |   |   |   |   |    |    |    |    |    |    |    |    |    |    |    |    |    |    |    |    |    |    |    |    |    |    |    |    |    |    |    |    |    |

Legenda:

Luogo: C = Casa; T = Trasferta. Risultato: V = Vittoria; N = Pareggio; P = Sconfitta.